# Castillo de Villafuerte de Esgueva
El Castillo de Villafuerte de Esgueva, también conocido como "Castillo de Garci Franco de Toledo", se sitúa en Villafuerte de Esgueva, provincia de Valladolid, Castilla y León, España. Es Bien de Interés Cultural desde 1931.

## Historia
Construido en el siglo XV, fue residencia de la familia Franco, judíos conversos provenientes de Toledo, que adquirieron el señorío de Villafuerte. Se construyó siguiendo el modelo de castillo llamado escuela de Valladolid.

## Actualidad
Actualmente es propiedad de la Asociación Española de Amigos de los Castillos. Está bastante completo, pero en proceso de restauración. La torre del homenaje está restaurada y amueblada.

## Descripción
Es un castillo señorial acomodado al estilo de otros de la época, como el de Fuensaldaña y el de Torrelobatón.

## Galería

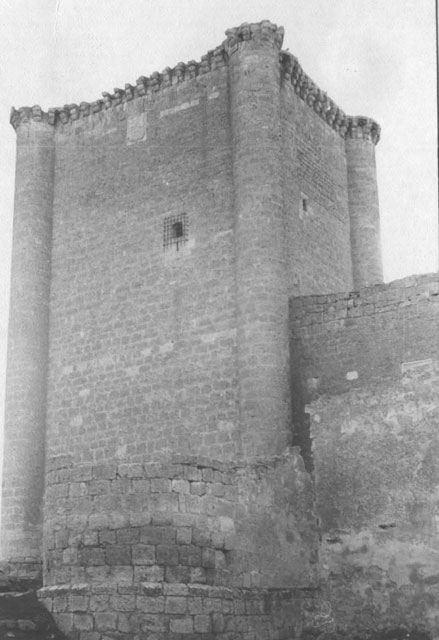
Foto antigua del castillo.
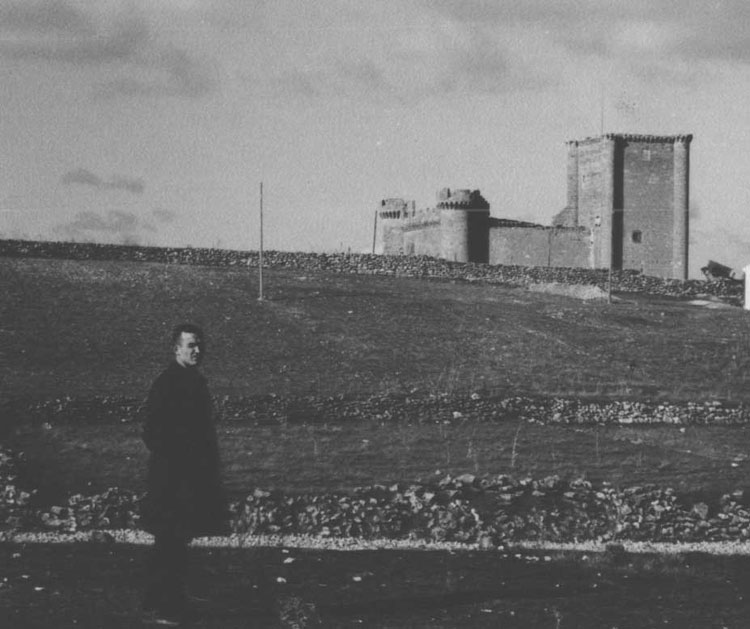
Imagen antigua.
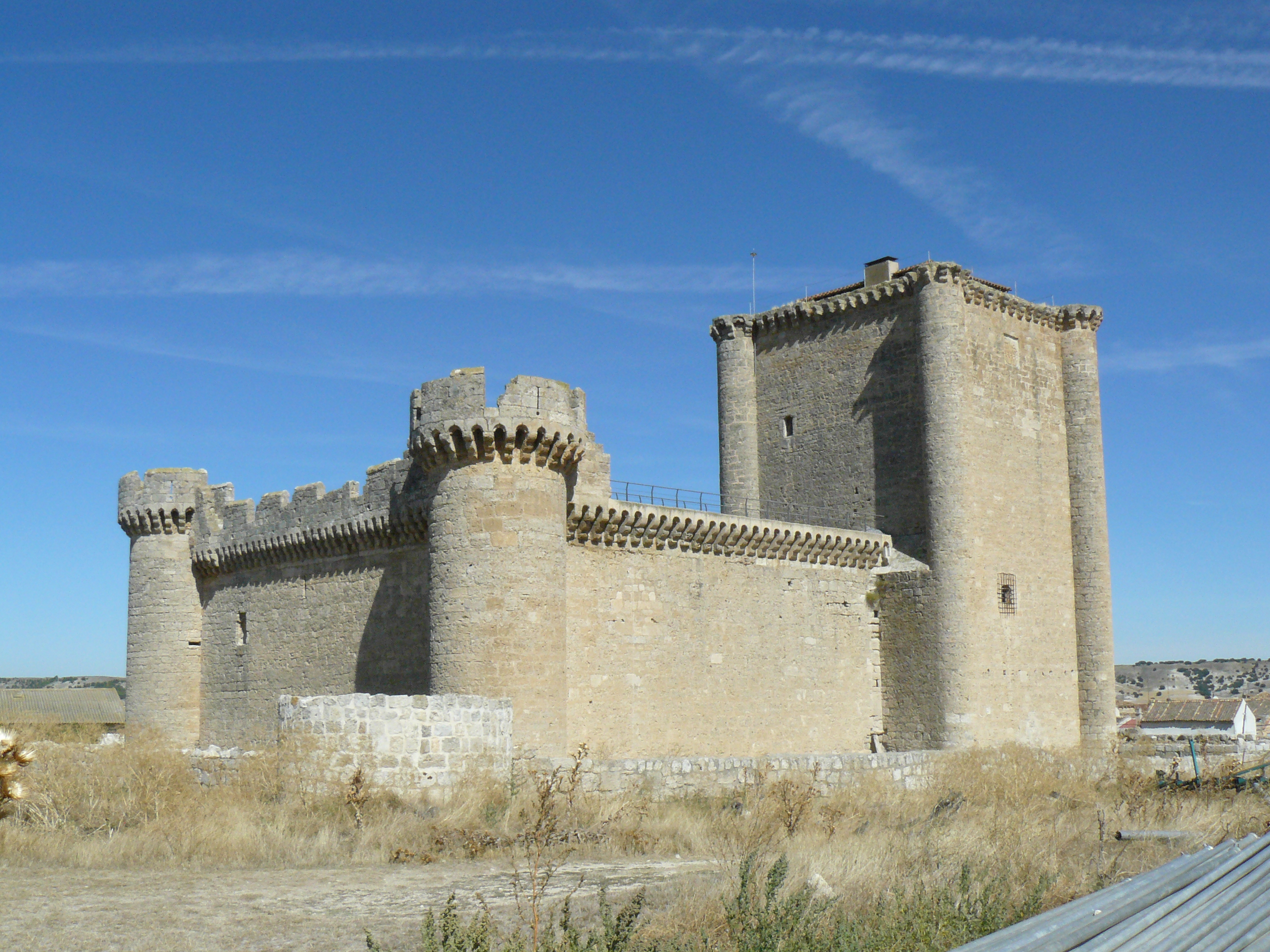
Vista lateral.
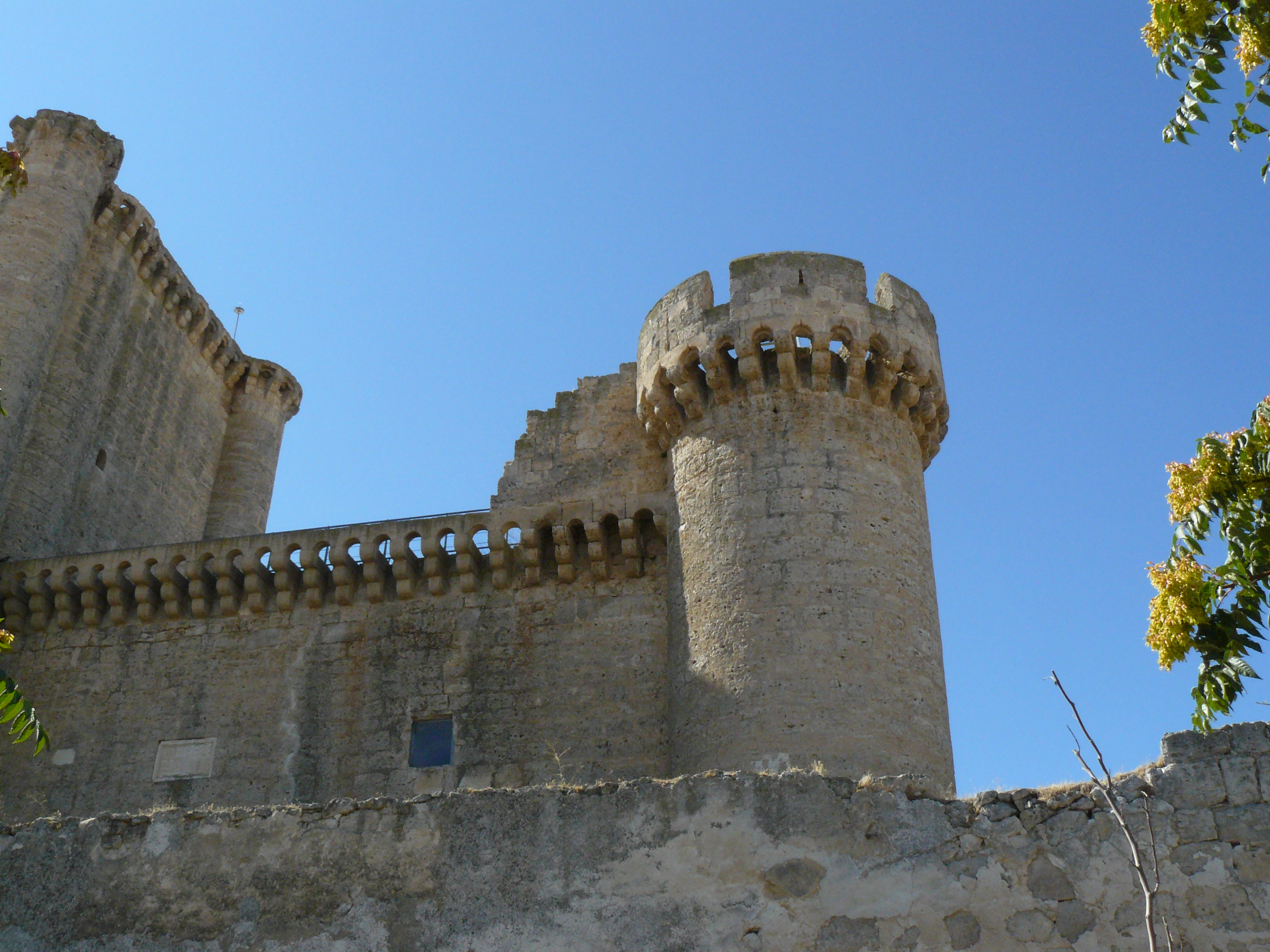
Detalle del castillo.